# Ala Pávlova
Ala Pávlova (Алла Павлова) es una compositora rusa de origen ucraniano, nacida 13 de julio de 1952. Muy implicada en la vida musical neoyorquina, es conocida especialmente por su ciclo sinfónico.

## Vida y obra

### Etapa soviética
La familia Pávlova se trasladó a Moscú en 1961, donde Ala cursó estudios musicales en la Escuela Estatal de Música Gnessin con Armén Shajbaguián; ya en los setenta se ganó una cierta reputación como compositora de lieder, género en el que prestó por entonces especial atención a los textos de Ajmátova y en el que se inscribe buena parte de su producción hasta avanzados los noventa. A su graduación en 1983 siguió su marcha a Sofía, donde trabajó en la Asociación de Compositores de Bulgaria y la Ópera Nacional Búlgara; tres años después volvió a Moscú.
Durante esta etapa mantuvo un silencio creativo que no cortó hasta 1990, año en el que deja la crepuscular Unión Soviética en favor de los EE. UU.

### Etapa americana

#### 1990-98: Lieder y camerística.
A su llegada a la Gran Manzana, Pávlova compondrá para su hija Irene una colección de piezas fáciles para piano inspiradas en cuentos de Andersen. Durante la primera mitad de los noventa alterna lieder y pequeñas obras para piano hasta 1994, año en el que enfrenta su primera obra de calibre, la Sinfonía n.º 1 ¡Adiós, Rusia!, obra teñida de una gran carga melancólica y, según palabras de la compositora, inquietud y dolor ante la realidad y perspectivas de su país natal. A pesar de su título esta obra, articulada en un solo movimiento, está compuesta para un conjunto de cámara (fln, fl, 2 vlns, vc, pf), siendo grabada en Moscú por solistas de la Orquesta Filarmónica Rusa apenas dos días después de su estreno.
Así, hubo que esperar cuatro años para que Pávlova compusiera su primera obra sinfónica, una pequeña elegía, de apenas cuatro minutos de duración, para piano y orquesta de cuerdas motivada por la muerte de Shajbagián. Entremedias había vuelto a refugiarse en el lied, componiendo piezas como Miss me... but let me go, que revisó a comienzos de septiembre de 2001. Del mismo modo que Cristóbal Halffter vio trastornada la composición de su Adagio en forma de Rondó por los ataques terroristas del 11-S Pávlova se vio sorprendida por los atentados, que vivió muy de cerca, decidiéndose a dedicar la canción revisada a la memoria de las víctimas.
A la Elegía siguió su primera gran obra sinfónica, la Sinfonía n.º 2 para el nuevo milenio (1998), la obra más ambiciosa emprendida por Pávlova hasta entonces, y que antes de ser revisada cuatro años después fue llevada al disco por Vladímir Fedoséyev (que en lo sucesivo se convertiría en uno de sus principales embajadores, estrenando y grabando también su Cuarta Sinfonía), en un registro que supuso el asentamiento de la reputación de Pávlova en suelo ruso.

#### 1998 -: Especialización en las grandes formas
Además de sustentar su prestigio la Segunda Sinfonía supone un importante punto de inflexión en la carrera de Pávlova, que abandona en lo sucesivo la música de cámara en favor de los grandes dispositivos orquestales. En 2000, sella este cambio de orientación con la monumental Sinfonía n.º 3; la obra, inspirada en un monumento neoyorquino a Juana de Arco, se caracteriza por su intenso alcance expresivo y es considerada su obra maestra. Fiel a su política de revisiones, Pávlova volvió pronto a trabajar en esta obra, añadiendo como elemento pintoresco una guitarra.
A esta Sinfonía siguió en 2002 una cuarta más concisa así como una segunda obra concertante, un Monólogo con violín solista en el que recurría una vez más a una orquesta de cuerdas por guarnición. Pávlova empleó los dos años siguientes en su primera realización incidental, que a la postre es posiblemente su empresa más ambiciosa hasta la fecha: se trata del ballet Sulamith, en el que lleva a escena un cuento de inspiración bíblica de Aleksandr Kuprín, realización de la que extrajo pronto una suite sinfónica de tres cuartos de hora de duración.
Su última composición hasta la fecha es una Quinta Sinfonía compuesta este mismo año y que está pendiente de estreno.

## Citas
Fue realmente doloroso ver que el país en el que había nacido, aquel que me vio crecer, en el que me había formado mis primeras, infantiles impresiones del mundo, donde me formé y maduré como persona... que ese país parecía no existir ya - acerca del viaje a Rusia que motivó la Sinfonía n.º 1.
Confío en que esta música dará apoyo e inspiración a los oyentes que vivan un momento difícil de su vida, fortaleciendo su fe en su destino y la profunda significación de una vida humana - acerca de su Sinfonía n.º 3.

## Discografía
- Naxos Records. Alla Pavlova
- Discografía de Ala Pávlova en su sitio web

- Sinfonías nº1 y 3(*) ||| N. Lotakov, ftn - L. Lébedev, fl - M. Shestakov, vln - O. Vedérnikova, vln (*) - V. Brill, vc - M. Adamóvich, pf. Orquesta Filarmónica Rusa, Aleksandr Vedérnikov. NAXOS

- Sinfonía nº2, Elegía para piano y orquesta de cuerdas ||| P. Izótov, pf. Orquesta Sinfónica Internacional 'Globalis', Konstantín Krimets. ALBANY

- Sinfonías nº2 y 4 ||| Orquesta Sinfónica Chaikovski de la Radio de Moscú, Vladímir Fedoséyev. NAXOS

- Sulamith (suite) (*), The Old New York Nostalgia, Monólogo para violín y orquesta de cuerdas ||| Y. Krásnikov, vln - A. Vólkov, sax - M. Poroshin, sax - A. Grinkó, tpt (*) - G. Plekatch, tpt - L. Makarévich, pf - A. Chernísov, perc NAXOS

- Sinfonía nº1, Canción de cuna para Irene, Dos Canciones sobre versos de Ajmátova, Somos el amor, El sueño, Impresiones sobre cuentos de hadas de Hans Christian Andersen, Preludio para piano, Estampas de estío, Mañana de invierno ||| E. Zimenkova, sopr - L. Lébedev, fl - M. Fadéyev, vln - V. Kálnikov, vln - M. Shestakov, vln - V. Brill, vc. - M. Adamóvich, pf - L. Shilóvskaya, pf - A. Stóicheva, pf - A. Tretiakov, vibr. DIDX

- Datos: Q2446515